# Барбариго, Агостино
Агостино Барбариго (итал. Agostino Barbarigo; 3 июня 1420, Венеция — 20 августа 1501, там же) — 74-й венецианский дож, избранный в 1486 году. При нём Венецианская республика приняла участие в первой итальянской войне, в результате которой король Франции Карл VIII был временно изгнан из Италии. С другой стороны, правление Барбариго отметилось крайне неудачной для Венеции войной с турками, закончившейся потерей контроля над Пелопоннесом и многими другими важными опорными пунктами. Что касается самого города, то при Агостино Барбариго на площади Святого Марка началось строительство нескольких красивейших достопримечательностей города.

## Биография
Дом Барбариго считался одним из самых влиятельных и богатых в Венеции. Семья имела обширные владения на Крите, в Вероне и Тревизо. Кроме двух дожей, Агостино и Марко Барбариго, из семьи также вышло множество прокураторов и кардиналов. Род Барбариго прекратил своё существование в середине XVIII века.
В 1486 году Агостино Барбариго стал дожем после своего брата Марко Барбариго, который правил всего год. Назначение брата умершего дожа вызвала бурную реакцию населения. На выборах Агостино противостоял дипломату и писателю Бернардо Джустиниани, представителю старых семейств республики, что дало начало интригам и напряжённости.

## Правление
Агостино Барбариго описывали как элегантного, весёлого, в чём-то даже легкомысленного человека. Но не эти качества характеризовали его как правителя, а трезвый, расчетливый ум и обостренное чувство патриотизма. Барбариго шёл на любые жертвы, по крайней мере если жертвовать приходилось кем-то ещё, ради сохранения могущества республики. С этой целью он внимательно следил за всем, что происходило при различных королевских дворах Европы, благо его агенты поставляли ему полную информацию.
В 1495 году, он создал антифранцузскую коалицию с целью изгнать короля Карла VIII из Италии, что было достигнуто после битвы при Форново в ходе Первой итальянской войны. Во время правления Агостино, Венеция пыталась захватить опорные пункты в Романье и Апулии. В 1489 году к республике был окончательно присоединён остров Кипр, когда венецианка Катерина Корнаро пожертвовала республике своё королевство.
В 1501 году дож Агостино Барбариго утвердил решение Совета Десяти, что каждому, кто «посмеет так или иначе повредить общественную плотину, проложить под землёй трубу, чтобы отвести воду, или же вопреки плану углубить и расширить каналы… отрубят правую руку, вырвут левый глаз и конфискуют все имущество».

### Война с турками (1499—1503)
С начала правления Барбариго отношения с султаном Баязидом II, преемником Мехмеда II, оставались дружескими и тёплыми, но с 1492 года начались сложности. Султан перехватил зашифрованные письма, которые венецианский посол в Стамбуле отправлял своему правительству, и приказал ему покинуть страну в течение трёх дней.
Разрыв дипломатических отношений быстро перерос в открытую войну. Все венецианские купцы в Стамбуле были арестованы (1499); боснийцы вступили в Далмацию и подошли к воротам Задара.
Два враждующих флота встретились в водах Пилоса в битве у Зонкьо. В то время, как исход битвы оставался неясным, Лепанто пал от рук османов. В июне 1499 года, султан лично осадил Модон: город браво оборонялся, но спустя несколько недель сдался. Едва зайдя в город, османы беспощадно вырезали всё население. Вскоре был захвачен и Корони.
Это был тяжёлый удар для Венецианской республики, которая таким образом постепенно потеряла свои порты на пути в Левант.
Война длилась ещё четыре года; мир 1503 года подтвердил потерю республикой крепостей и Лефкас: Венеция больше не контролировала Пелопоннес, также как и Нафплион, Патры и Монемвасию.

### Окончание правления Барбариго
Агостино Барбариго умер 20 сентября 1501 года. Однако склонность дожа к непотизму (кумовству), обвинения в тайном соглашении с герцогом Милана и в хищениях привели к проверке его финансового положения. В том же году была разработана процедура посмертного привлечения дожа к судебной ответственности и компенсации нанесенного республике ущерба. Наследники Барбариго были обязаны выплатить государству 76 000 золотых дукатов.

## Культурная деятельность
В 1488 году в церкви Санта-Мария-делла-Карита Агостино занимался возведением величественной гробницы для себя и своего брата Марко. Джованни Беллини получил заказ на четыре больших триптиха для гробницы. В ней и был похоронен дож. Однако в 1807 году гробница была практически полностью уничтожена французами.
При Агостино Барбариго начались строительные работы, украсившие площадь Святого Марка некоторыми сооружениями, которые и по сей день являются одними из главных достопримечательностей площади: в 1494 году была заложена башня с часами, а спустя два года — Прокурации.
1 февраля 1499 года, дож провёл торжественное открытие башенных часов. Перед крылатым львом (символом Венеции) была помещена статуя дожа, стоящего на коленях. Композиция занимала видное место на фасаде башни. Но с приходом в город Наполеона в 1797 году, статуя была убрана как символ прежней власти. В то же время была разрушена и гробница Барбариго.

## В массовой культуре
Агостино Барбариго появляется в компьютерной игре Assassin's Creed II, а также в Facebook-игре Assassin's Creed: Project Legacy, чей сюжет объясняет, что Агостино был также коррумпирован, как и его брат, поэтому был отравлен ассасинами.